# Unbreakable (альбом Backstreet Boys)
Unbreakable (с англ. — «Нерушимый») — шестой студийный альбом группы Backstreet Boys и первый, записанный в качестве квартета. Сочетает в себе привычный группе данс-поп и появившийся на прошлом альбоме поп-рок. Альбом дебютировал в чарте Billboard 200 под номером 7 и в первую неделю продаж разошёлся тиражом более 500 тыс. экземпляров по всему миру. Unbreakable получил статус платинового диска в Японии и был продан там тиражом свыше 400 тыс. экземпляров. На данный момент тираж альбома составляет 1 700 000 экземпляров по всему миру.

## Список композиций
1. «Intro» (Brian Littrell, A.J. McLean, Howie Dorough, Nick Carter, Dan Muckala) — 0:58
2. «Everything But Mine» (Jess Cates, Dan Muckala, Lindy Robbins) — 4:06
3. «Inconsolable» (Jess Cates, Emanuel Kiriakou, Lindy Robbins, Martins) — 3:36
4. «Something that I Already Know» (Zukhan Bey, Kara Dioguardi, David Hodges, Mitch Allan) — 3:29
5. «Helpless When She Smiles» (Brett Cornelius, Christopher Lindsey, Aimee Mayo, Thomas Verges) −4:04
6. «Any Other Way» (Jess Cates, Dan Muckala, Lindy Robbins) — 3:23
7. «One in a Million» (Brian Littrell, A.J. McLean, Howie Dorough, Nick Carter, Jess Cates, Dan Muckala, Lindy Robbins) — 3:32
8. «Panic»(Nick Carter, Howie Dorough, Brian Littrell, A.J. McLean, Billy Mann, Dan Muckala) −2:52
9. «You Can Let Go» (Jess Cates, Dan Muckala, Lindy Robbins) — 3:32
10. «Trouble Is» (D. Mescall, M. Sutton, P. Sheyne) — 3:32
11. «Treat Me Right» (A.J. McLean, JC Chasez, T. Feemster) −4:09
12. «Love Will Keep You Up All Night» (Dave Schuler, Billy Mann, Brian Paturalski, Larry Gold) — 4:14
13. «Unmistakable» (Adam Anders, Nikki Hassman, Dan Muckala) −3:46
14. «Unsuspecting Sunday Afternoon» (Nick Carter, Howie Dorough, Brian Littrell, A.J. McLean, Billy Mann, Dan Muckala) — 3:21

## Deluxe Edition
В специальное издание альбома входят 14 основных песен, 4 бонус-трека, постер.

### Бонус-треки
1. «Downpour» (Jess Cates, Emanuel Kiriakou, Lindy Robbins) −3:20
2. «In Pieces» (Jess Cates, Dan Muckala, Lindy Robbins) −3:41
3. «Nowhere to Go»

iTunes & Japanese Edition Bonus Track (Rob Wells, Jess Cates, Lindy Robbins) −2:48
1. «There’s Us»

iTunes, Wal-Mart & Australian Edition Bonus Track (Nick Carter, Howie Dorough, Brian Littrell, A.J. McLean, Billy Mann, Dan Muckala) — 3:21

## Альбомные синглы
1. «Inconsolable», 2007
2. «Helpless When She Smiles», 2007